# Boophis blommersae
Boophis blommersae is een kikker uit de familie gouden kikkers (Mantellidae). De soort werd voor het eerst wetenschappelijk beschreven door Frank Glaw en Miguel Vences in 1994. De soort behoort tot het geslacht Boophis. De soortaanduiding blommersae is een eerbetoon aan Rose Marie Antoinette Blommers-Schlösser.

## Leefgebied
De kikker is endemisch in Madagaskar. De soort komt voor in het noorden tot zuidoosten van het eiland zoals in de subtropische bossen van Madagaskar en leeft op een hoogte van 500 tot 900 meter boven zeeniveau.

## Beschrijving
De soort heeft een gemiddelde lengte van ongeveer 24 millimeter. De rug is lichtbruin en de buik is wit tot gelig.